# Округ Доџ (Небраска)
Доџ (енгл. Dodge County) је округ у америчкој савезној држави Небраска.

## Демографија
По попису из 2010. године број становника је 36.691, што је 531 (1,5%) становника више него 2000. године.
| Група             | 2000.          | 2010.          |
| Белци             | 34.110 (94,3%) | 32.120 (87,5%) |
| Афроамериканци    | 156 (0,4%)     | 205 (0,6%)     |
| Азијати           | 183 (0,5%)     | 191 (0,5%)     |
| Хиспаноамериканци | 1.421 (3,9%)   | 3.689 (10,1%)  |
| Укупно            | 36.160         | 36.691         |